# Aeropuerto Internacional de Gan
El Aeropuerto Internacional de Gan (IATA: GAN, OACI: VRMG) está situado en la isla de Gan en el atolón de Addu (previamente conocido como atolón de Seenu) en las Maldivas.

## Historia
Construido por primera vez por la Royal Navy y transferido a la Royal Air Force como "RAF Gan", fue una base aérea militar utilizada durante la Segunda Guerra Mundial y hasta 1976. Los británicos se la entregaron al gobierno y se utilizó como aeropuerto nacional. Recientemente, el aeropuerto ha sido actualizado a las normas internacionales en la preparación de vuelos internacionales con la apertura de centros turísticos en la zona.
El aeropuerto fue administrado por el Gobierno de Maldivas (GoM) con una base de recursos humanos compuesta por funcionarios y la asistencia técnica de Maldives Airports Company Limited (MACL) hasta enero de 2010. En junio de 2009, una empresa pública con el nombre de Gan Airport Company Limited (GACL) fue establecida por el Presidente como parte de la política de privatización del Gobierno. El GACL asumió la dirección del Aeropuerto Internacional de Gan en enero de 2010. Una etapa de transición siguió con la reestructuración administrativa que también implicó la transferencia formal de funcionarios existentes a la nueva estructura organizacional de la compañía.
Para promover el turismo y otras actividades económicas en el sur se formó una nueva empresa a principios de 2012 para desarrollar y expandir el Aeropuerto Internacional de Gan. Se formó una empresa conjunta entre el GACL, el MACL y el State Trading Organization (STO). La nueva empresa es Addu International Airport pvt ltd (AIA), que es quien lo gestiona.

## Instalaciones
El aeropuerto se encuentra a una elevación de 2 m por encima del nivel medio del mar. Tiene una pista designada 10/28 con una superficie de hormigón que mide 2.651 por 45 metros. El Aeropuerto Internacional de Gan (GIA) está situado en el extremo sur del país, y permite los movimientos de aeronaves internacionales y nacionales durante todo el año. El Terminal Ejecutivo construido para la cumbre de la SAARC en 2011 fue tomado por el Villingili Resort and Spa de Shangri-La para la llegada y salida de los huéspedes de Shangri-La en Gan. Es el primer terminal ejecutivo privado en las Maldivas.